# Championnat d'Afrique masculin de basket-ball des moins de 16 ans 2021
Navigation
Cap-Vert 2019 Tunisie 2023
Le championnat d'Afrique masculin de basket-ball des moins de 16 ans 2021 se déroule au Caire en Égypte du 6 au 15 août 2021. Il s'agit de la septième édition de la compétition, instaurée en 2009.

## Équipes participantes

### Qualifications
7 équipes, issues des différentes zones de qualification du Championnat d'Afrique U16, sont qualifiées pour cette compétition.
| Mode de qualification                                  | Places | Nations qualifiées |
| ------------------------------------------------------ | ------ | ------------------ |
| Hôte du championnat d'Afrique U16 2021                 | 1      | Égypte             |
| Qualifications Championnat d'Afrique U16 2021 (Zone 1) | 1      | Algérie            |
| Qualifications Championnat d'Afrique U16 2021 (Zone 2) | 1      | Mali               |
| Qualifications Championnat d'Afrique U16 2021 (Zone 3) | 1      | Côte d'Ivoire      |
| Qualifications Championnat d'Afrique U16 2021 (Zone 4) | 2      | Gabon Tchad        |
| Qualifications Championnat d'Afrique U16 2021 (Zone 5) | 1      | Ouganda            |

## Rencontres

### Premier tour
Légende des classements
- Qualifié pour les demi-finales

| Rang | Équipe        | Pts | J | G | P | Pp  | Pc  | Diff |  | Résultats (dom.\ext.) |   |       |       |       |       |        |        |
| ---- | ------------- | --- | - | - | - | --- | --- | ---- |  | --------------------- | - | ----- | ----- | ----- | ----- | ------ | ------ |
| 1    | Mali          | 12  | 6 | 6 | 0 | 565 | 307 | 258  |  | Mali                  |   | 71-62 | 71-53 | 90-61 | 93-59 | 103-25 | 137-47 |
| 2    | Égypte        | 11  | 6 | 5 | 1 | 552 | 320 | 232  |  | Égypte                | - |       | 72-53 | 76-49 | 89-53 | 130-30 | 123-64 |
| 3    | Algérie       | 10  | 6 | 4 | 2 | 329 | 285 | 44   |  | Algérie               | - | -     |       | 52-49 | 20-0  | 69-30  | 82-63  |
| 4    | Tchad         | 9   | 6 | 3 | 3 | 360 | 369 | -9   |  | Tchad                 | - | -     | -     |       | 59-46 | 72-49  | 70-56  |
| 5    | Côte d'Ivoire | 8   | 6 | 2 | 4 | 347 | 391 | -44  |  | Côte d'Ivoire         | - | -     | -     | -     |       | 79-73  | 110-57 |
| 6    | Ouganda       | 7   | 6 | 1 | 5 | 288 | 520 | -232 |  | Ouganda               | - | -     | -     | -     | -     |        | 81-67  |
| 7    | Gabon         | 6   | 6 | 0 | 6 | 354 | 603 | -249 |  | Gabon                 | - | -     | -     | -     | -     | -      |        |

### Tableau final
|  | Demi-finales | Demi-finales | Demi-finales | Demi-finales |                               |      | Finale       | Finale       | Finale       | Finale       |
|  |              |              |              |              |                               |      |              |              |              |              |
|  | 14 août 2021 | 14 août 2021 | 14 août 2021 | 14 août 2021 |                               |      | 15 août 2021 | 15 août 2021 | 15 août 2021 | 15 août 2021 |
|  | 1            | Mali         | 70           | 70           |                               |      | 15 août 2021 | 15 août 2021 | 15 août 2021 | 15 août 2021 |
|  | 1            | Mali         | 70           | 70           |                               |      | 15 août 2021 | 15 août 2021 | 15 août 2021 | 15 août 2021 |
|  | 4            | Tchad        | 40           | 40           |                               |      | 15 août 2021 | 15 août 2021 | 15 août 2021 | 15 août 2021 |
|  | 4            | Tchad        | 40           | 40           | Mali                          | Mali | 62           | 62           |              |              |
|  | 14 août 2021 |              |              |              | Mali                          | Mali | 62           | 62           |              |              |
|  |              |              | Égypte       | Égypte       | 63                            | 63   |              |              |              |              |
|  | 2            | Égypte       | Égypte       | Égypte       | 63                            | 63   | 70           | 70           |              |              |
|  | 2            | Égypte       |              |              |                               |      |              | 70           |              |              |
|  | 3            | Algérie      | 52           | 52           |                               |      |              |              |              |              |
|  | 3            | Algérie      | 52           | 52           | Match pour la troisième place |      |              |              |              |              |
|  |              |              |              |              |                               |      |              |              |              |              |
|  | 15 août 2021 |              |              |              |                               |      |              |              |              |              |
|  | Tchad        | Tchad        | 50           | 50           |                               |      |              |              |              |              |
|  | Tchad        | Tchad        | 50           | 50           |                               |      |              |              |              |              |
|  | Algérie      | Algérie      | 65           | 65           |                               |      |              |              |              |              |
|  | Algérie      | Algérie      | 65           | 65           |                               |      |              |              |              |              |

## Classement final
| Place                       | Équipe        | Vict.-Déf. |
| --------------------------- | ------------- | ---------- |
| Médaille d'or, Afrique      | Égypte        | 7 - 1      |
| Médaille d'argent, Afrique  | Mali          | 7 - 1      |
| Médaille de bronze, Afrique | Algérie       | 5 - 3      |
| 4                           | Tchad         | 3 - 5      |
| 5                           | Côte d'Ivoire | 2 - 4      |
| 6                           | Ouganda       | 1 - 5      |
| 7                           | Gabon         | 0 - 6      |

- Qualification pour la Coupe du Monde U17 2022

## Leaders statistiques

### Points
| Place | Nom                 | Équipe        | PPM  |
| ----- | ------------------- | ------------- | ---- |
| 1     | Dominique Diomande  | Côte d'Ivoire | 21,2 |
| 2     | Darcy Makambo Elysé | Gabon         | 17,5 |
| 3     | Mbafé Abdel-Kerim   | Tchad         | 15,6 |
| 4     | Ibrahim Doumbia     | Mali          | 15,5 |
| 5     | Zakariya Khodja     | Algérie       | 15,4 |

### Rebonds
| Place | Nom                    | Équipe        | RPM  |
| ----- | ---------------------- | ------------- | ---- |
| 1     | Mahamat Tahir          | Tchad         | 16,8 |
| 2     | Allahndiguim Koslengar | Tchad         | 13,5 |
| 3     | Malick Diallo          | Mali          | 13,3 |
| 4     | Christ Haoulé          | Côte d'Ivoire | 13,0 |
| 5     | Dominique Diomande     | Côte d'Ivoire | 12,0 |

### Passes décisives
| Place | Nom                | Équipe        | PDPM |
| ----- | ------------------ | ------------- | ---- |
| 1     | Zakariya Khodja    | Algérie       | 7,0  |
| 2     | Ibrahim Doumbia    | Mali          | 4,9  |
| 3     | Youssef El Ghayesh | Égypte        | 4,4  |
| 3     | Karim El Gizawy    | Égypte        | 4,4  |
| 5     | Malcolm Laubouet   | Côte d'Ivoire | 3,8  |
| 5     | Malick Diallo      | Mali          | 3,8  |

### Contres
| Place | Nom                       | Équipe        | CPM |
| ----- | ------------------------- | ------------- | --- |
| 1     | Mahamat Tahir             | Tchad         | 4,4 |
| 2     | Allahndiguim Koslengar    | Tchad         | 3,0 |
| 3     | Malick Diallo             | Mali          | 2,0 |
| 3     | Dominique Diomande        | Côte d'Ivoire | 2,0 |
| 3     | Imann-Dody Lendzondzo III | Gabon         | 2,0 |

### Interceptions
| Place | Nom                 | Équipe  | IPM |
| ----- | ------------------- | ------- | --- |
| 1     | Zakariya Khodja     | Algérie | 3,7 |
| 1     | Darcy Makambo Elysé | Gabon   | 3,7 |
| 3     | Clarence Mayengo    | Ouganda | 3,3 |
| 4     | Malick Diallo       | Mali    | 3,1 |
| 5     | Ibrahim Doumbia     | Mali    | 2,9 |

### Évaluation
| Place | Nom                    | Équipe        | EPM  |
| ----- | ---------------------- | ------------- | ---- |
| 1     | Malick Diallo          | Mali          | 30,5 |
| 2     | Dominique Diomande     | Côte d'Ivoire | 20,6 |
| 3     | Mahamat Tahir          | Tchad         | 20,1 |
| 4     | Ladji Coulibaly        | Mali          | 17,0 |
| 5     | Allahndiguim Koslengar | Tchad         | 15,0 |

## Récompenses
MVP de la compétition (meilleur joueur) Adam El Halawany
Meilleur cinq de la compétition
- Zakariya Khodja
- Adam El Halawany
- Seifeldin Hendawy
- Malick Diallo
- Mahamat Tahir